# Paraúna (kommun)
Paraúna är en kommun i Brasilien.   Den ligger i delstaten Goiás, i den centrala delen av landet, 300 km sydväst om huvudstaden Brasília. Antalet invånare är 10 860.
Följande samhällen finns i Paraúna:
- Paraúna

Omgivningarna runt Paraúna är huvudsakligen savann. Runt Paraúna är det mycket glesbefolkat, med 2 invånare per kvadratkilometer.